# Claudio Santamaria
Claudio Santamaria (Rome, 22 juli 1974) is een Italiaans acteur in films, theater en televisieseries.

## Biografie
Claudio Santamaria werd in 1974 geboren in Rome en groeide op in de wijk Prati. Hij volgde een opleiding aan het Liceo Artistico. Santamaria debuteerde in 1991 in het toneelstuk La nostra città en in 1997 in zijn eerste langspeelfilm Fuochi d'artificio. Zijn eerste belangrijke rol kwam er in 2001 in L'ultimo bacio van Gabriele Muccino. Dat jaar werd hij genomineerd voor beste mannelijke bijrol voor zowel de Premi David di Donatello voor zijn rol in L'ultimo bacio als voor de Nastro d'Argento voor zijn rol in Almost Blue. Er volgden nog enkele nominaties voor beste mannelijke bijrollen en in 2006 werd hij bekroond met de Nastro d'Argento voor beste mannelijk hoofdrol in Romanzo criminale en in 2016 met de Premi David di Donatello voor beste mannelijke hoofdrol in Lo chiamavano Jeeg Robot.

## Filmografie
- Fuochi d'artificio (1997)
- L'ultimo capodanno (1998)
- L'assedio (1998)
- Ecco fatto (1998)
- The Building (1999)
- Terra del fuoco (2000)
- Almost Blue (2000)
- L'ultimo bacio (2001)
- La stanza del figlio (2001)
- Amarsi può darsi (2001)
- Paz! (2002)
- La vita come viene (2002)
- Passato prossimo (2003)
- Il posto dell'anima (2003)
- Il cartaio (2004)
- Agata e la tempesta (2004)
- Ma quando arrivano le ragazze? (2005)
- Romanzo criminale (2005)
- Melissa P. (2005)
- Apnea (2006)
- Casino Royale (2006)
- Fine pena mai (2007)
- Aspettando il sole (2008)
- La terra degli uomini rossi - Birdwatchers (2008)
- Il caso dell'infedele Klara (2009)
- Baciami ancora (2010)
- 600 kilos d'or pur (2010)
- Gli sfiorati (2011)
- Terraferma (2011)
- I primi della lista (2011)
- Diaz - Don't Clean Up This Blood (2012)
- Pauline détective (2012)
- Torneranno i prati (2014)
- Il venditore di medicine (2014)
- Lo chiamavano Jeeg Robot (2016)
- Rimetti a noi i nostri debiti (2018)

## Prijzen en nominaties
De belangrijkste:
| Jaar | Prijs                    | Categorie                              | Film                     | Uitslag  |
| ---- | ------------------------ | -------------------------------------- | ------------------------ | -------- |
| 2016 | Premi David di Donatello | Beste mannelijke hoofdrol              | Lo chiamavano Jeeg Robot | Gewonnen |
| 2014 | Nastro d'Argento         | Premio Persol al personaggio dell'anno | Il venditore di medicine | Gewonnen |
| 2006 | Nastro d'Argento         | Beste mannelijke hoofdrol              | Romanzo criminale        | Gewonnen |